# 비크람 삼바트
비크람 삼바트(Vikram Samvat, ISO: Vikrama Saṁvata; 약칭 VS)은 비크람력이라고도 하며, 역사적으로 인도 아대륙에서 사용되었으며, 현재도 여러 인도의 주와 네팔에서 사용되고 있는 국가 힌두력이다. 이는 태양력으로, 각 태양 항성년에 12~13개의 태음월을 사용한다. 비크람 삼바트의 연도는 일반적으로 그레고리력보다 57년 앞서지만, 1월~4월에는 56년 앞서 있다.
비크람 삼바트(네팔어: Bikram Sambat)는 훨씬 최근에 혁신된 네팔 삼바트와 구별한다. 비크람 삼바트는 네팔의 공식력이다. 그리고 종교적 날짜에만 사용되는 인도와 달리, 태양력 버전의 비크람 삼바트는 학교 세션부터 법적 계약, 모든 공식 행사에 사용되는 공식력이다.

## 같이 보기
- 힌두력
- 비크라마디티야
- 찬드라굽타 2세